# Euphorbia saxicola
Euphorbia saxicola är en törelväxtart som beskrevs av Radcl.-sm.. Euphorbia saxicola ingår i släktet törlar, och familjen törelväxter. Inga underarter finns listade i Catalogue of Life.